# Panorpa dubia
Panorpa dubia är en näbbsländeart som beskrevs av Chou, Wang in Chou, Ran och Wang 1981. Panorpa dubia ingår i släktet Panorpa och familjen skorpionsländor. Inga underarter finns listade i Catalogue of Life.